# هارونیه (شبستر)
هارونیه یکی از روستاهای استان آذربایجان شرقی است که در دهستان میشو جنوبی بخش صوفیان شهرستان شبستر واقع شده‌است.